# Epinotia huatuscana
Epinotia huatuscana is een vlinder uit de familie van de bladrollers (Tortricidae). De wetenschappelijke naam van de soort is voor het eerst geldig gepubliceerd in 2014 door Razowski & Becker.

## Type
- holotype: "male, 19-23.VIII.1981. leg. V.O. Becker. genitalia slide no. 712 WZ"
- instituut: Coll. Becker in het Braziliaanse Camacan
- typelocatie: "Mexico, Veracruz, Huatusco 1300 m"